# 10e régiment d'artillerie coloniale
Le 10e régiment d'artillerie coloniale était une unité de l’Armée française, issu des Troupes Coloniales.
Son actuel héritier est le 2e régiment du service militaire volontaire.

## Historique

### Création
Créé le 1er avril 1919 comme 10e RALHC (régiment d'artillerie lourde hippomobile coloniale). Ses quatre groupes tiennent garnison à Toulon, Marseille, Saint-Raphaël et Nîmes .
Le 3 mai 1923 devient 38e régiment d'artillerie coloniale par changement d'appellation.
Le 1er mai 1929, le 10e RACP (régiment d'artillerie coloniale porté) est recréé par changement d'appellation du 310e RACP à Rueil-Malmaison.
Le 1er décembre 1932, il devient 10e RACTT (régiment d'artillerie coloniale à tracteurs tous terrains) par changement d'appellation[réf. souhaitée]. Il est rattaché à la 3e division d'infanterie coloniale dont il forme l'artillerie avec le 3e RAC.

### Seconde Guerre mondiale

#### Mobilisation et drôle de guerre
À la mobilisation, il met sur pied le 310e et le 320e RACP.

#### Campagne de Norvège
Équipé de canons de 75, le 10e RACTTT est affecté pour former l'artillerie du corps expéditionnaire français en Scandinavie. Le chef de corps du régiment, le colonel Deverre, reçoit le commandant de l'artillerie du corps expéditionnaire. Son 2e groupe, devenu 2e groupe autonome d'artillerie coloniale (2e GAAC) est rattaché à la 1re DLCh, son 1er groupe (3e GAAC) à la 2e DLCh et son 3e groupe (4e GAAC) à la 3e DLI.
Seul le 2e GAAC participe alors à la campagne de Norvège. Il débarque à Skånland le 28 mai 1940. Une de ses batteries se distingue lors de la prise de Narvik ce même jour. À la suite de la décision de replier les forces alliées en Norvège, le groupe sabote ses pièces et rembarque entre le 2 et le 7 juin.

#### Campagne de France
Le 3e GAAC et 4e GAAC, toujours à Brest en attente d'embarquement au moment de l'offensive allemande du 10 mai 1940, forment l'artillerie organique de la 3e DLI envoyée sur la Somme. Ils combattent dans la région de Ham à partir du 18 mai jusqu'au repli sur l'Oise ordonné le 6 juin 1940. Avec leur division, les deux groupes retraitent ensuite vers la Marne le 12 juin, puis la Loire, le Cher et la Gartempe. Ils sont en Haute-Vienne au moment de l'armistice du 22 juin 1940.
L'état-major et la batterie hors-rang du 10e RAC rejoignent l'artillerie divisionnaire de la 40e division d'infanterie entre le 31 mai et le 12 juin 1940. Ces éléments retraitent jusque dans le Lot, échappant à la capture.
Replié à Brest le 16 juin, une partie du 2e GAAC est capturée lors de l'entrée des Allemands dans la ville le 18 juin. Le reste du groupe parvient à s'embarquer vers Southampton, puis rejoint Marrakech le 10 juillet 1940.

#### Armée d'armistice
Recréé le 1er septembre 1940 sous le nom de 10e RAC, il tiendra garnison à Nîmes, Marseille et Draguignan. Il sera le seul régiment d'artillerie coloniale de l'Armée d'armistice. Il est dissous le 25 septembre 1942.

#### Libération
Le 5 novembre 1944, recréation du 10e RAC à Draguignan. Il est cité à l'ordre de la division et reçoit la croix de guerre 1939-1945 avec étoile d'argent aux drapeaux, étendards et fanions, le 4 juillet 1945 pour sa participation aux opérations du front de l'Atlantique lors d'un combat exceptionnellement dur du 14 au 20 avril 1945 à la Pointe de Grave[réf. à confirmer]. Il appartient ensuite à la 1re division d’infanterie d’Extrême-Orient, puis à la 3e division d’infanterie Coloniale.

### Guerre d'Indochine
Le 3 mars 1946 il rejoint l'Indochine son 3egroupe participe à la bataille de Dien-Bien-Phu.(III/10 RAC), Chef de bataillon Alliou, avec 12 obusiers de 105 mm M2A1, où il est entièrement anéanti. Il est cité une première fois le 4 mars 1948 à l’ordre de l’Armée avec attribution de la Croix de guerre des Théâtres d'opérations extérieurs avec palme.

### Guerre d'Algérie
Le 5 novembre 1955 il quitte l'Indochine pour arriver en Algérie il formera 4 groupe du régiment.
Le 2e groupe du 10 RAC devient le 1er décembre 1958 le 2e groupe du 10e RAMa, il sera dissous le 15 juin 1962.
Le 3e groupe du 10 RAC devient le 1er décembre 1958 le 3e groupe du 10e RAMa. Par décision ministérielle en date du 4 mars 1962 le 3e groupe du 10e RAMa prend la dénomination de 41e régiment d'artillerie de marine à compter du 1er avril 1962.
Le 4e groupe du 10 RAC devient le 1er décembre 1958 le 2e groupe du 10e RAMa, il sera dissous le 31 mai 1961.
Le 5e groupe du 10 RAC devient le 1er décembre 1958 le 5e groupe du 10e RAMa, il subsiste. Il prend la dénomination de 10egroupe d’artillerie de marine (10e GAMa) et tient garnison à Mers el-Kébir.

### Dissolution
Il est définitivement dissous à son retour en France le 30 septembre 1967.
En 1976, le 2e bataillon du service militaire adapté (2e BSMA) prend la dénomination de régiment du service militaire adapté de la Guadeloupe (RSMA-Ga) et reçoit la garde de l’étendard du 10e régiment d’artillerie de marine. En 2013, le RSMA-Ga reçoit son propre drapeau. L'étendard du 10e RAMa retourne dans la Salle des Emblèmes du Service historique de la Défense au château de Vincennes, où sont conservés les drapeaux et étendards des régiments dissous. 
Depuis 2017, le 2e régiment du service militaire volontaire de Brétigny-sur-Orge s'est vu confier la garde à l'étendard du 10e RAMa. 

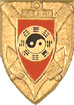
Insigne régimentaire du 10e Régiment d’Artillerie de Marine. Symbole ying -yang or et noir sur écu rouge brochant sur canons croisés et ancre le tout sur écu.
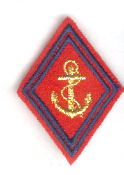
Insigne de l'artillerie de marine.

## Sources et bibliographie
- Jean-Marc Lanclume, Les Troupes de Marine : quatre siècles d'histoire, Lavauzelle, 2004.